# Eras
Pour l’article homonyme, voir Eras Ingénierie.
Eras est une police de caractères linéale humaniste conçue par Albert Boton et Albert Hollenstein et publiée par l'International Typeface Corporation (ITC) en 1976.

## Genèse
Eras est la fille d'un projet de Boton et Hollenstein portant le nom de Basilea. Cette police dont le projet a émergé dans les années 1950 s'inspirait d'inscriptions lapidaires grecques et de capitales romaines et devait être une police à empattements très classique. Mais, dans les années 1960, les deux typographes décident d'ôter ses empattements à Basilea, jetant les bases de celle qui devait s'appeler par la suite Eras. C'est en 1976 qu'est commercialisée Eras, publiée par l'ITC.

## Caractéristiques
Une caractéristique distincte d'Eras est sa légère inclinaison à droite de 3 degrés. Eras suit les exigences ITC d'augmentation de la hauteur d'x et de plusieurs graisses allant de léger à ultra gras. Bien que toutes les graisses soient légèrement inclinées, aucune version italique de la police n'est fournie. Eras est encore plus distinct pour ses contreformes ouvertes sur les caractères a, P, R, 6 et 9. La lettre W change de forme, passant d'une forme de W croisé dans les graisses les plus légères à un W non croisé dans les graisses plus imposantes. 

## Usages
La police de caractères a été largement utilisée par Telecom Italia Mobile, jusqu’en 2016. Il a également été utilisé dans l'emblème et l'image de la Coupe du Monde de 1998, dans le générique du film Caddyshack et dans les jeux vidéo Tekken Tag Tournament, Jet Ion GP et Championship Manager 01/02. American Broadcasting Company (ABC) a utilisé la police dans ses graphiques de promotion à l'antenne du début au milieu des années 1980. Une version modifiée de la police peut être vue sur la couverture de l'album No Sleep de Motörhead en 1981.
Quatre graisses TrueType de cette police (Light, Medium, Demi et Bold) sont inclus avec certaines éditions de Microsoft Word,  mais pas avec le système d'exploitation Windows lui-même. 